# Petar Andonow

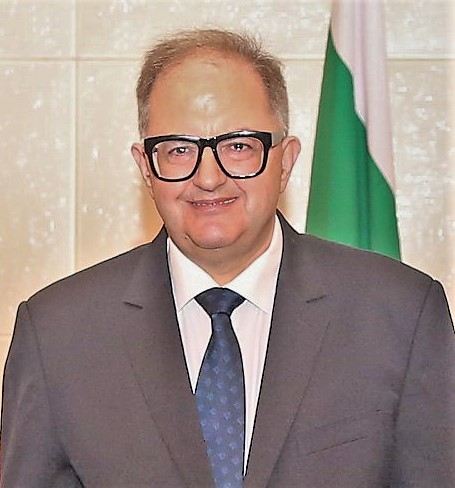
Petar Andonow (2020)

Petar Andonow (bulgarisch Петър Андонов; * 1. März 1961) ist ein bulgarischer Diplomat.

## Werdegang
Andonow war bereits bulgarischer Botschafter in Japan und Südkorea (Ernennung: 19. Oktober 2012; bis 2019), bevor er zum neuen Botschafter in Jakarta ernannt wurde. Hier war er für Indonesien, Osttimor, Malaysia, Singapur und Brunei zuständig.
Am 20. Februar 2020 übergab Andonow seine Akkreditierung an Osttimors Präsidenten Francisco Guterres.

## Auszeichnungen
- Guanhua, diplomatischer Orden Südkoreas (28. Juni 2019)[1]